# Batalha dos Aguadores
A Batalha dos Aguadores foi uma violenta escaramuça nas margens do rio Aguadores, perto de Santiago de Cuba, em 1º de julho de 1898, no auge da Guerra Hispano-Americana. O ataque americano pretendia ser uma finta para afastar os defensores espanhóis de suas posições próximas em San Juan Hill e El Caney, onde os principais golpes ocorreram mais tarde naquele dia.
A má coordenação entre a coluna de Duffield e a Frota do Atlântico Norte levou a um bombardeio ineficaz das posições espanholas. Quando os americanos chegaram, a extremidade oeste da única ponte já havia sido desmantelada e a garganta do rio estava intransitável. Setecentos homens do 33º Regimento de Michigan pressionaram o ataque em terra, mas se mostraram incapazes de se aproximar das posições espanholas. O fogo dos fuzis espanhóis deteve o avanço americano na travessia do rio e Duffield, sofrendo baixas devido ao fogo preciso das armas ligeiras, cancelou o ataque e retirou-se para Siboney.
Afinal, os espanhóis não transferiram nenhuma força de Santiago para Aguadores. Embora o Secretário do Exército tenha declarado que a finta impediu o reforço das Colinas de San Juan, nenhuma evidência foi encontrada para apoiar esta afirmação.

## Batalha
O transporte na área costeira densamente arborizada revelou-se inadequado, e a Guarda Nacional do 33º Regimento de Michigan teve que pegar o trem duas vezes para chegar a 1,6km do rio. O 1º e o 2º Batalhões não cabiam no trem ao mesmo tempo. O barulho resultante à sua frente naquela manhã alertou os espanhóis de que um ataque estava próximo.
O ataque matinal começou com uma barragem de artilharia naval de um pequeno esquadrão ao largo da costa. Às 09h00, o cruzador blindado USS New York abriu fogo, seguido por dois cruzadores menores, o USS Suwanee e o Gloucester. Um tiro casual do Suwanee derrubou a bandeira no topo do pequeno forte espanhol, mas, fora isso, o bombardeio naval teve pouco efeito material; sem nenhuma maneira de ajustar o fogo nas canhoneiras de fuzis abaixo da crista ou nas casas fortificadas no topo, nenhum alvo poderia ser atingido. As unidades de artilharia espanhola agacharam-se e esperaram o fim do tiroteio naval.
Enquanto isso, os tiros espanhóis de modernos fuzis Mauser apoiados por artilharia dirigida atingiram a infantaria americana que se aproximava, a qual parou na margem leste, acima de seu objetivo da ponte ferroviária perto das baterias do Castillo del Morro. Na cobertura do mato acima do rio, os .45/70 Trapdoor Springfields dos americanos revelavam sua posição toda vez que disparavam, em contraste com os espanhóis, que se beneficiavam de armas de pólvora sem fumaça.
O General-de-Brigada Henry M. Duffield manteve fogo inconstante durante grande parte da tarde. Incapaz de avançar mais e sem saber se haviam redirecionado algum defensor das Colinas de Santiago, ele ordenou que seus homens rompessem contato às 13h30. Eles sacaram rações e munições à 01h30 e haviam estado continuamente se movendo ou lutando no mato denso desde então. Os primeiros a partir foram os feridos no primeiro trem que partiu.